# Anton Mussert
Anton Mussert, född 11 maj 1894 i Werkendam, död 7 maj 1946 i Haag, var en nederländsk civilingenjör och politiker. 

## Biografi
Mussert visade från tidig ålder talang för tekniska frågor och han valde att studera anläggningsarbeten vid tekniska högskolan i Delft. På 1920-talet blev han aktiv i flera högerextrema organisationer som Dietsche Bond som förespråkade ett Stor-Nederländerna inklusive Flandern (nederländsktalande Belgien).
Mussert var medgrundare och ledare för det nazistiska partiet Nationalsocialistiska rörelsen i Nederländerna (nederländska: Nationaal-Socialistische Beweging in Nederland). Under andra världskriget fick han av den tyska ockupationsmakten hederstiteln "Det nederländska folkets ledare", dock utan att få någon officiell ställning. Efter kriget  dömdes Mussert för högförräderi och avrättades.

### Webbkällor
Den här artikeln är helt eller delvis baserad på material från engelskspråkiga Wikipedia, tidigare version.
- ”Anton Adriaan Mussert” (på engelska). Nederlanders in de Waffen-SS. Arkiverad från originalet den 30 augusti 2013. https://www.webcitation.org/6JGf8YFjc?url=http://www.waffen-ss.nl/mussert-e.php. Läst 30 augusti 2013.